# 480
Cette page concerne l'année 480  du calendrier julien. Pour l'année 480 av. J.-C., voir 480 av. J.-C. Pour le nombre 480, voir 480 (nombre).
L'année 480 est une année bissextile qui commence un mardi.

## Événements
- Gondebaud, le commandant des armées de l'Ouest, succède à son frère Chilpéric comme roi des Burgondes. Le royaume burgonde s'étend maintenant sur la plus grande partie de la Gaule orientale avec deux capitales, Lyon et Genève[1].
- Odoacre cède la Provence et les Alpes Maritimes au royaume wisigoth d'Euric[2].

## Naissances en 480
- Boèce, philosophe et homme politique romain.
- Saint Benoît, moines et fondateur de la règle bénédictine.
- Sainte Scholastique, sœur jumelle de Saint Benoît et première religieuse bénédictine.
- Maelgwn Gwynedd, roi légendaire de Gwynedd.

## Décès en 480
- 9 mai : Julius Nepos, assassiné près de Salone par les comtes Victor et Oliva[2].
- Domninos de Larissa (né en 420), mathématicien helléniste syrien.